# Кальновцы
Кальновцы (укр. Кальнівці) — село в Брусницкой сельской общине Вижницкого района Черновицкой области Украины.
До 2020 года входило в Кицманский район
Население по переписи составляло 662 человека. Почтовый индекс — 59317. Телефонный код — 3736. Код КОАТУУ — 7322581504.